# William Hanna
William Denby "Bill" Hanna, född 14 juli 1910 i Melrose, New Mexico, död 22 mars 2001 i North Hollywood, Los Angeles, Kalifornien, var en amerikansk filmproducent, animatör och regissör av animerad film.
William Hanna började arbeta med Joseph Barbera på MGM Cartoon Studio, där de skapade Tom och Jerry, 1940. MGM lade 1957 ned sin animationsstudio och därmed också Tom och Jerry. Samma år grundade Hanna och Barbera Hanna-Barbera Productions som sedan kom att skapa bland annat Familjen Flinta, Yogi Björn och Scooby-Doo.